# Estados Unidos nos Jogos Olímpicos de Inverno de 1932
Os Estados Unidos sediaram os Jogos Olímpicos de Inverno de 1932 em Lake Placid, Nova Iorque.